# Goðdælir
Goðdælir (do nórdico antigo: Clã do vale dos deuses) foi um clã familiar da Islândia cuja origem remonta à Era víquingue e à figura histórica do colonizador Eiríkur Hróaldsson. Dominantes da região de Skagafjarðarsýsla, o clã surge em várias sagas nórdicas, com destaque para a saga de Njál e a saga Sturlunga. Mantiveram estreitas relações com outro clã da ilha, os Mosfellingar. O clã deu nome à população islandesa de Goðdalir em Vesturdal.